# Mourões (monumento)
Os Mourões, também designados por Ponte das Barcas, Cais em Abrantes ou Conjunto de pilares existentes na margem esquerda do Rio Tejo, é um conjunto de pilares apontado como cais/ponte setecentista em ruínas, em Rossio ao Sul do Tejo, na atual freguesia de São Miguel do Rio Torto e Rossio ao Sul do Tejo, no município de Abrantes, localizado na margem esquerda/Sul do Rio Tejo em Portugal.
É uma série de pilares que suportavam uma ponte de travessia do Tejo. Estão classificados como Imóvel de Interesse Público desde 1970.

## História
Quanto à sua origem, muitos datam a Ponte das Barcas nos tempos do Império Romano, enquanto outros apontam a sua origem na Idade Média, perto da Reconquista Cristã de Abrantes, em 1148, o que explicaria o seu nome popular, "Mourões", com a ocupação Muçulmana (ou "Moura"). Apesar disso, está definida uma datação setecentista dos pilares,tendo ficado prontos em cerca de 1811.
A Repartição Municipal de Lisboa registava que a "Marinha do Tejo" era composta por 1143 embarcações, entre faluas, catraios, botes e etc.

## Atualmente
Hoje em dia, o que foi anteriormente um posto comercial forte, é um espaço de lazer. Foi criado, em ambas as margens do Tejo, o Parque Urbano Ribeirinho de Abrantes, conhecido como "Aquapolis", com infra-estruturas qualificadas para se usufruir do Tejo ao máximo.
Todos os anos é organizado, em fins de Primavera, pelos Escuteiros, a Escapadinha dos Mourões, um acampamento que, na sua edição de 2016 teve a aderência de um total de 20 agrupamentos e cerca de 600 "escutas".